# Nicolas Lapierre
Nicolas Lapierre (Thonon-les-Bains, 2 april 1984) is een Franse GP2-coureur. Hij rijdt in 2007 voor het Dams-team.

## Carrière
Nicolas startte in 1993 met karten, hij werd derde in het Franse kampioenschap in 1996 en hij haalde de finale van het Europese Junior Kampioenschap voor hij naar de Franse Formule Renault ging in 1999. Hij racete ook in 2000, 2001 en 2002. Hij racete ook korte tijd in de Formule Renault 2000 Eurocup. In 2002 reed hij een heel seizoen in de Formule Renault 2000 Eurocup.
2003 was Nicolas zijn doorbraak, hij reed in de Formule 3 Euroseries en won de befaamde Macau Grand Prix.
Zijn talent was bewezen en hij ging in 2005 naar de GP2 bij het Arden International team samen met Heikki Kovalainen.

### GP2 en A1GP
In 2005 reed Nicolas voor het A1 team Frankrijk in de A1GP. Hij bezorgde Frankrijk het kampioenschap. Hij won de sprintrace en de hoofdrace in Duitsland en Australië en alleen de sprintrace in Dubai en alleen de hoofdrace in Indonesië.
In 2006 reed hij bij Arden International. Zijn seizoen werd onderbroken toen hij tijdens de Grand Prix van Monaco zwaar crashte en een deel van zijn heup brak. Hij miste daardoor de Britse Grand Prix maar wist toch meer punten te scoren dan het seizoen daarvoor.
Nicolas rijdt in 2007 bij het Dams team en heeft daar zijn eerste overwinning in de GP2 geboekt. Dams zorgt ook voor het A1 team Frankrijk.

#### GP2 resultaten
| Seizoen | Team                | No. | Races | Poles | Wins | Punten | Klassement |
| 2005    | Arden International | 23  | 22    | 1     | 0    | 21     | 11th       |
| 2006    | Arden International | 04  | 17    | 0     | 0    | 32     | 9th        |
| 2007    | Dams                | 23  | 5     | 0     | 2    | 23     | 12th       |